# Marcus Caecilius Cornutus (Prätor)
Marcus Caecilius Cornutus († August 43 v. Chr. in Rom) war ein römischer Politiker der späten Republik.

## Leben
Der Gentilname von Marcus Caecilius Cornutus ist zwar nicht ausdrücklich überliefert, doch es wird in der Forschung für sicher gehalten, dass er dem Plebejergeschlecht der Caecilier entstammte. Er war wohl ein Verwandter des gleichnamigen Anhängers Sullas.
Von Cornutus’ cursus honorum ist nur bekannt, dass er 43 v. Chr. als Stadtprätor (praetor urbanus) amtierte. In dieser Eigenschaft übernahm er die Führung der Geschäfte in Rom anstelle der beiden Konsuln Aulus Hirtius und Gaius Vibius Pansa Caetronianus, als diese gemeinsam mit Octavian zur Bekämpfung des späteren Triumvirn Marcus Antonius bis in die Nähe Mutinas marschierten. Nachdem beide Konsuln im Krieg gegen Antonius kurz nacheinander gefallen waren (Ende April 43 v. Chr.), hatte Cornutus auf Befehl des Senats deren Beisetzung zu überwachen.
Im August 43 v. Chr. rückte Octavian an der Spitze seiner Truppen gegen die Hauptstadt vor, da ihm der Senat nicht die Bekleidung des Konsulats gewähren und ihn auch sonst hatte abservieren wollen. Die in Rom stationierten Legionen gingen zum Erben Caesars über, der in einem Staatsstreich seine Wahl zum Konsul erzwang. Cornutus wollte das glanzlose endgültige Ende der res publica nicht überleben und verübte Selbstmord.